# Stubbläcksvamp
Stubbläcksvamp (Coprinellus disseminatus) är en svampart som först beskrevs av Christiaan Hendrik Persoon, och fick sitt nu gällande namn av Jakob Emanuel Lange 1938. Stubbläcksvamp ingår i släktet Coprinellus och familjen Psathyrellaceae.  Arten är reproducerande i Sverige. Inga underarter finns listade i Catalogue of Life.

## Källor

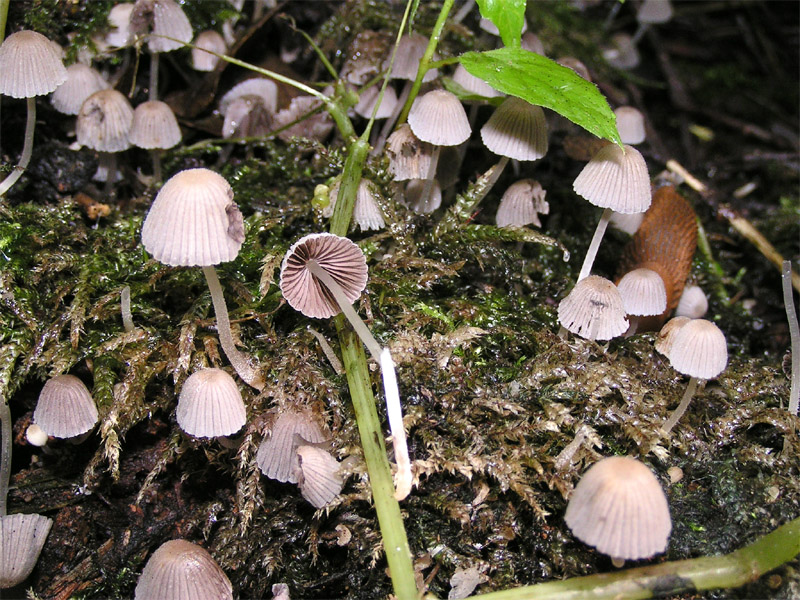
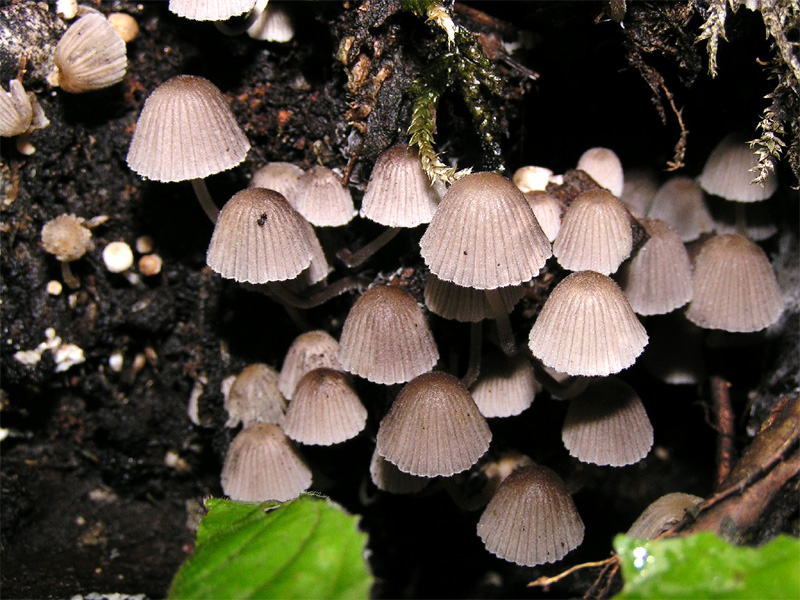
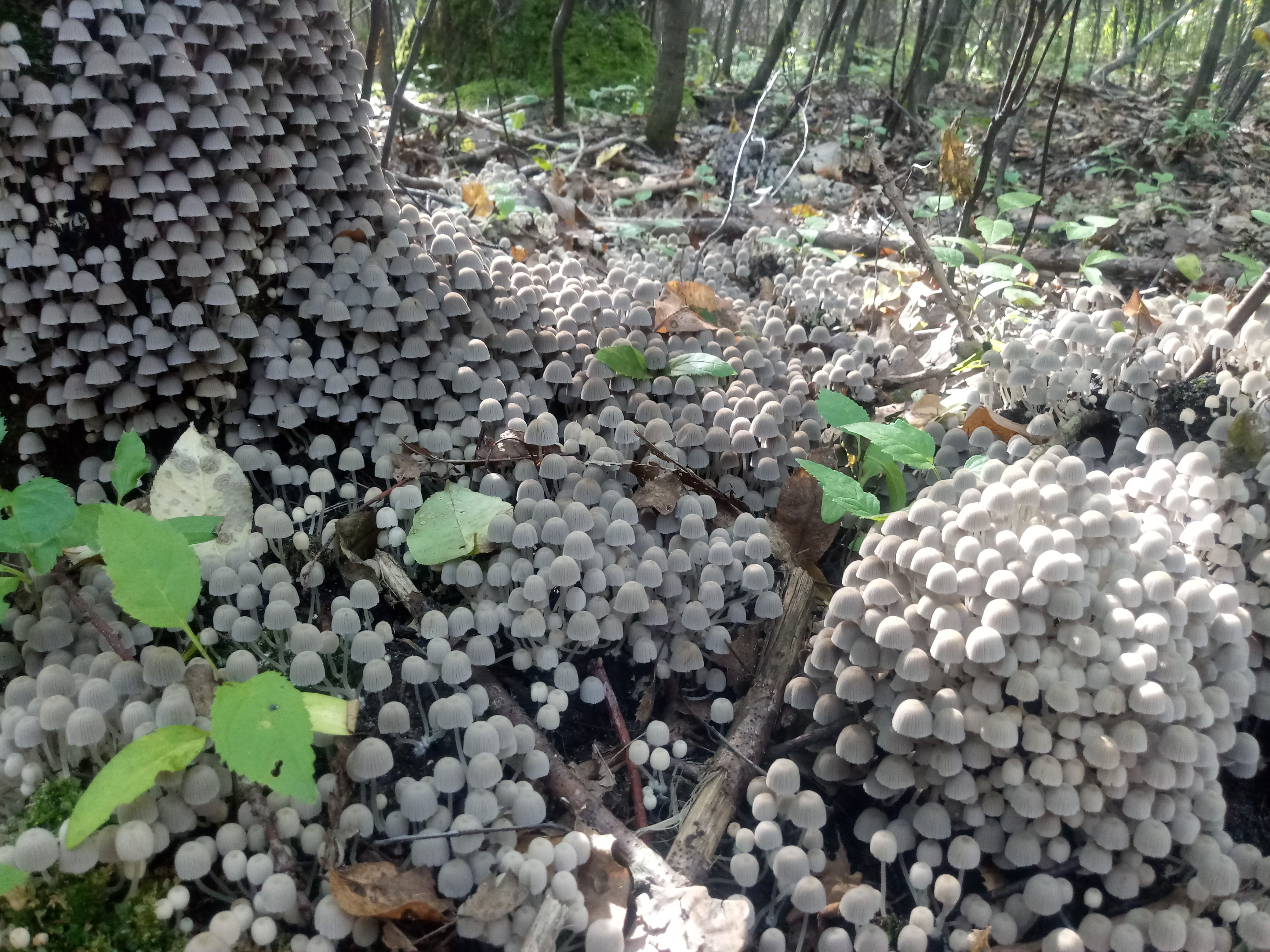